# Lekkoatletyka na Letnich Igrzyskach Olimpijskich 1936 – rzut oszczepem kobiet

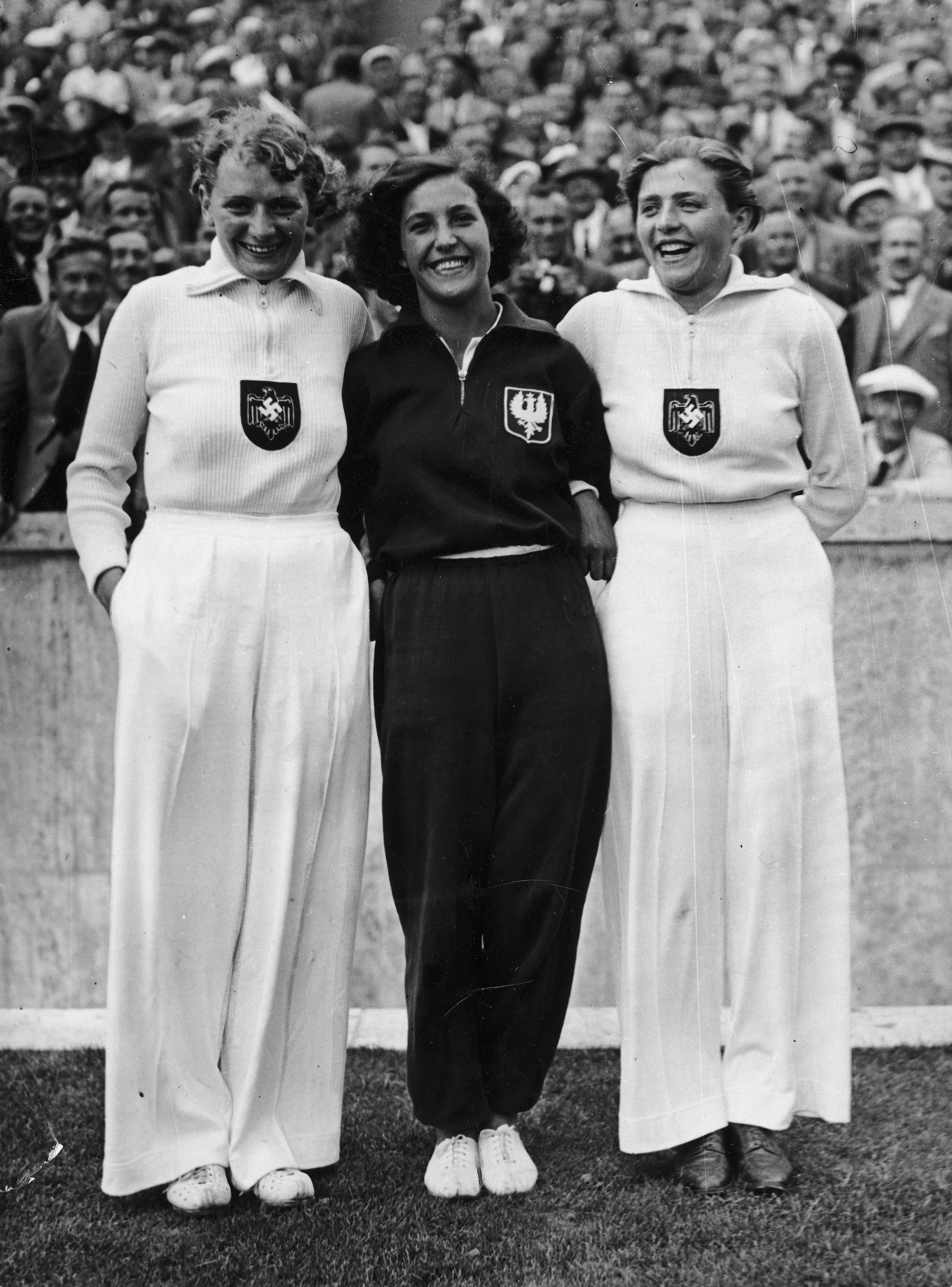
Medalistki w rzucie oszczepem. Od lewej: Tilly Fleischer, Maria Kwaśniewska i Luise Krüger

Rzut oszczepem kobiet był jedną z konkurencji rozgrywanych podczas XI Letnich Igrzysk Olimpijskich. Rozegrano od razu finał 2 sierpnia 1936 roku na Stadionie Olimpijskim w Berlinie. Wystartowało 14 zawodniczek z 11 krajów.

## Rekordy
|                   | Zawodniczka       | Wynik  | Miejsce     | Data                 |
| ----------------- | ----------------- | ------ | ----------- | -------------------- |
| Rekord świata     | Nan Gindele       | 46,745 | Chicago     | 18 czerwca 1932(dts) |
| Rekord olimpijski | Mildred Didrikson | 43,69  | Los Angeles | 2 sierpnia 1932(dts) |

## Terminarz
| Data            |       | Godzina |
| --------------- | ----- | ------- |
| 2 sierpnia 1936 | Finał | 15:00   |

## Wyniki
Rozegrano tylko serię finałową. 
| Poz. | Zawodniczka         | Reprezentacja     | Próby | Próby | Próby | Próby | Próby | Próby | Wynik | Uwagi |
| Poz. | Zawodniczka         | Reprezentacja     | 1     | 2     | 3     | 4     | 5     | 6     | Wynik | Uwagi |
| ---- | ------------------- | ----------------- | ----- | ----- | ----- | ----- | ----- | ----- | ----- | ----- |
| 1.   | Tilly Fleischer     | III Rzesza        | 38,60 | 44,39 | 43,01 | 38,87 | 45,18 | 42,19 | 45,18 | OR    |
| 2.   | Luise Krüger        | III Rzesza        | 40,78 | 39,24 | 43,29 | 40,69 | 37,94 | 42,96 | 43,29 |       |
| 3.   | Maria Kwaśniewska   | Polska            | 41,80 | 38,49 | 39,75 | 39,45 | 40,10 | 37,77 | 41,80 |       |
| 4.   | Herma Bauma         | Austria           | 33,42 | 38,43 | 41,66 | 40,15 | 39,90 | 39,73 | 41,66 |       |
| 5.   | Sadako Yamamoto     | Japonia           | 40,88 | 38,44 | 41,18 | 39,52 | 41,24 | 41,45 | 41,45 |       |
| 6.   | Lydia Eberhardt     | III Rzesza        | 36,26 | 41,00 | 39,18 | 39,91 | 41,37 | 40,68 | 41,37 |       |
| 7.   | Gertrude Wilhelmsen | Stany Zjednoczone | 32,91 | 31,84 | 37,35 | –     | –     | –     | 37,35 |       |
| 8.   | Gien de Kock        | Holandia          | 36,93 | 34,77 | 35,03 | –     | –     | –     | 36,93 |       |
| 9.   | Martha Worst        | Stany Zjednoczone | 35,86 | 36,69 | 35,80 | –     | –     | –     | 36,69 |       |
| 10.  | Irja Lipasti        | Finlandia         | 33,58 | 32,67 | 33,69 | –     | –     | –     | 33,69 |       |
| 11.  | Jeanne Van Kesteren | Belgia            | 27,30 | 33,13 | 27,16 | –     | –     | –     | 33,13 |       |
| 12.  | Jelica Stanojević   | Jugosławia        | 24,37 | 29,06 | 29,88 | –     | –     | –     | 29,88 |       |
| 13.  | Betty Burch         | Stany Zjednoczone | 27,92 | 28,84 | 25,98 | –     | –     | –     | 28,84 |       |
| 14.  | Katharine Connal    | Wielka Brytania   | 27,80 | 26,53 | 26,98 | –     | –     | –     | 27,80 |       |